# شاي النعناع

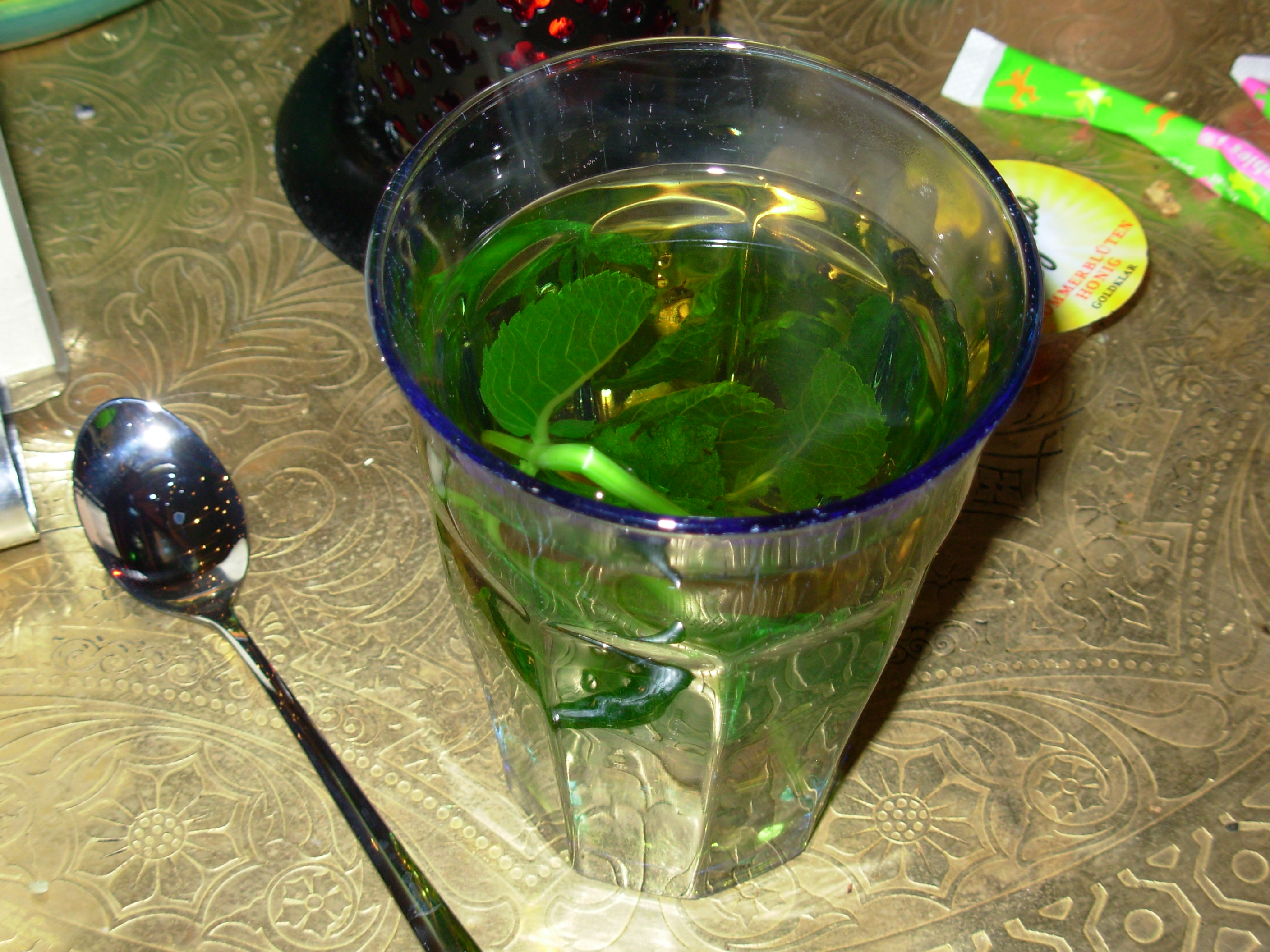
شاي نعناع

شاي النعناع هو شاي عشبي مصنوع من نعناع فلفلي. ويسمى أحيانا شاي النعناع. وهو شاي طبيعي خالي من الكافيين .

## الفوائد الصحية والمخاوف
وإن كانت هناك بعض التجارب السريرية على الإنسان حول الفوائد الصحية أو مخاطر الشاي والنعناع، فهناك بعض الأدلة على أن المنتجات القائمة على النعناع (وربما الشاي) لديها آثار علاجية بسبب احتوائها على زيت النعناع. كما تبين أن زيت النعناع مادة فعالة مضادة للتشنج أثناء التنظير الهضمي.